# Helmond
Helmond  è un comune dei Paesi Bassi di 88 617 abitanti situato nella provincia del Brabante Settentrionale.

## Amministrazione

### Gemellaggi
- Zielona Góra